# Provinciale weg 842
De provinciale weg 842 (N842) is een provinciale weg in de provincie Gelderland. De weg maakt deel uit van de historische verbinding tussen Groesbeek en Nijmegen. 

## Route
De weg begint in het centrum van Nijmegen aan de St. Annastraat ter hoogte van de S105 vanaf het Keizer Karelplein, en loopt via het dorp Heilig Landstichting helemaal door naar Groesbeek. Vanaf het Keizer Karelplein tot en met Heilig Landstichting is de weg aangeduid als stadsroute S106. 
De S106 tussen de St. Annastraat en Heilig Landstichting draagt de naam Groesbeekseweg, het deel in Heilig Landstichting (s106) en verder naar Groesbeek (N842) loopt verder onder de naam Nijmeegsebaan. De Groesbeekseweg heeft in 1904 zijn huidige naam gekregen; daarvoor was deze weg opgedeeld in een Groesbeekschestraat en een Groesbeekschelaan.
Aan de Groesbeekseweg bevinden zich onder andere de Antonius van Paduakerk en het gebouw van het vroegere klooster Mariënbosch. Ook was hier vroeger de Rooms Katholieke Kweekschool van de Congregatie Zusters Filles de la Sagesse. Museumpark Orientalis en Longcentrum Dekkerswald zijn gelegen aan de route bij Heilig Landstichting. De weg loopt ook nog langs golfbaan Het Rijk van Nijmegen. 
In Groesbeek loopt de route door als gemeentelijke weg en heet dan eerst Nieuweweg. De route kruist de N841 (Zevenheuvelenweg) en daarna de Wylerbaan waaraan Nationaal Bevrijdingsmuseum 1944-1945 ligt. Hierna loopt de weg door tot in het centrum van Groesbeek. 
Bij de rotonde, bij de Zuidmolen, ligt in het verlengde van de weg de N843 richting Milsbeek. Ook is hier een afslag richting Mook en Molenhoek.

## Fotogalerij

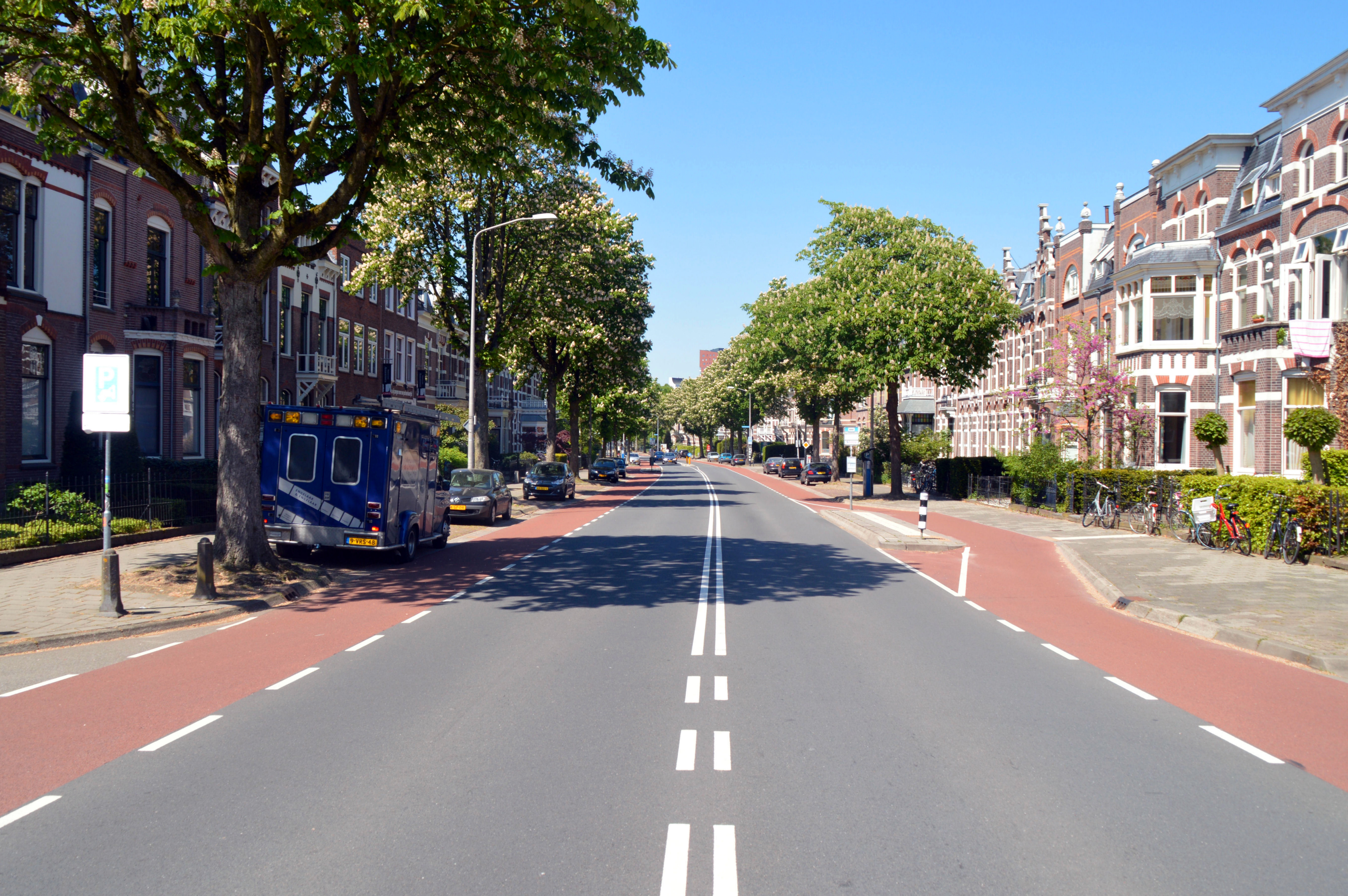
Groesbeekseweg richting Keizer Karelplein
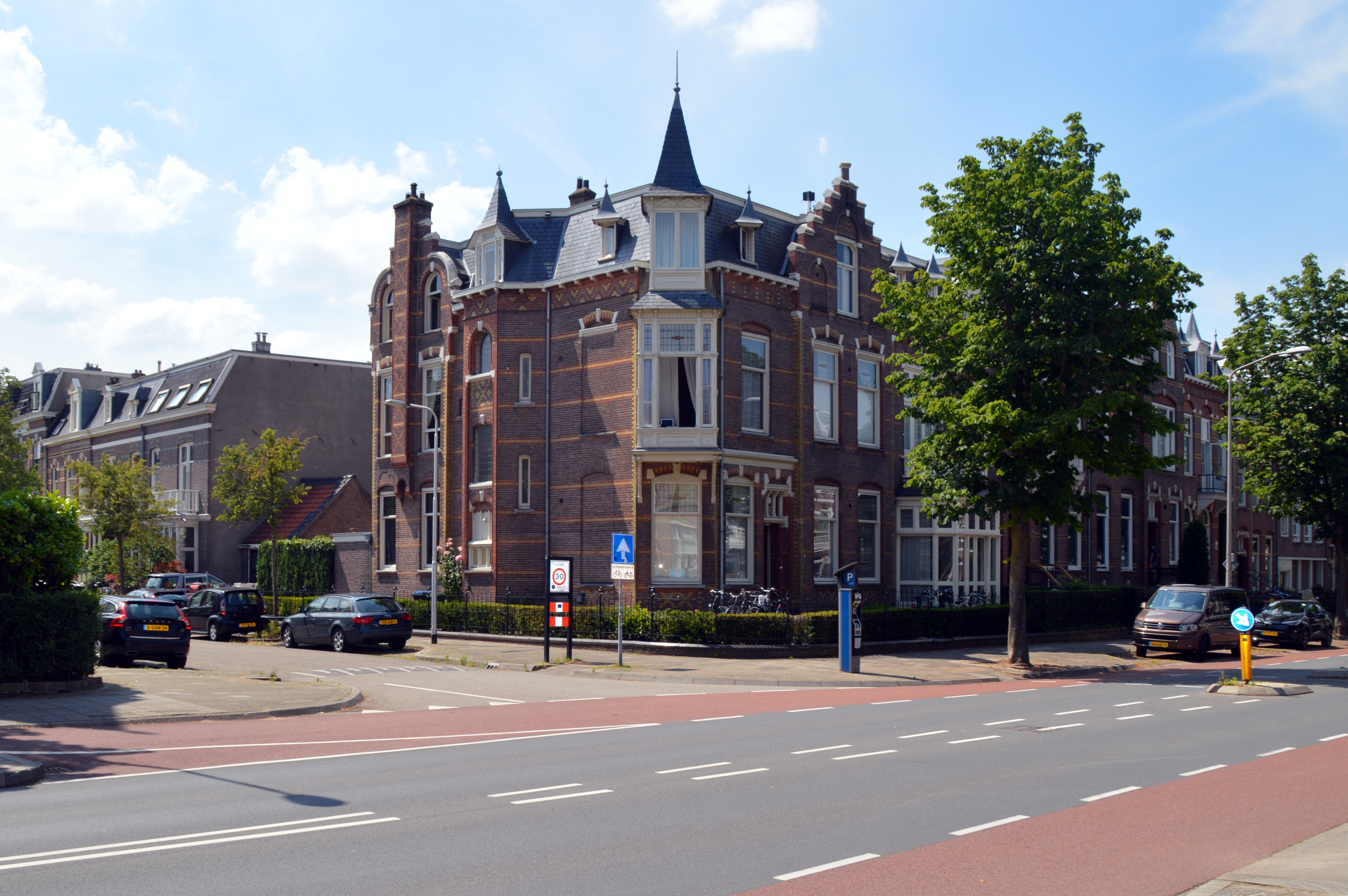
Groesbeekseweg 46 Bouwjaar 1893
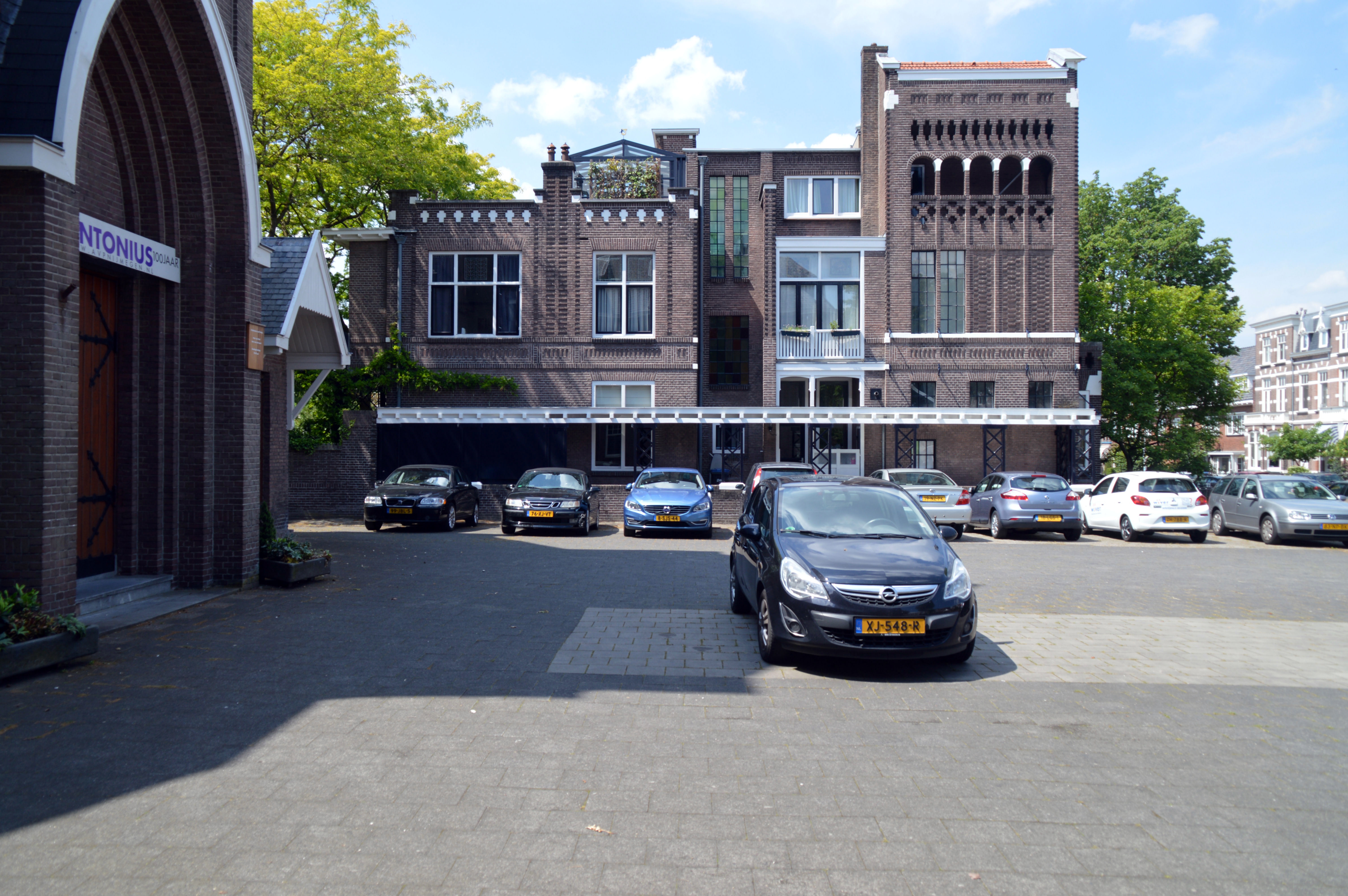
Groesbeekseweg 88 gebouwd in 1913
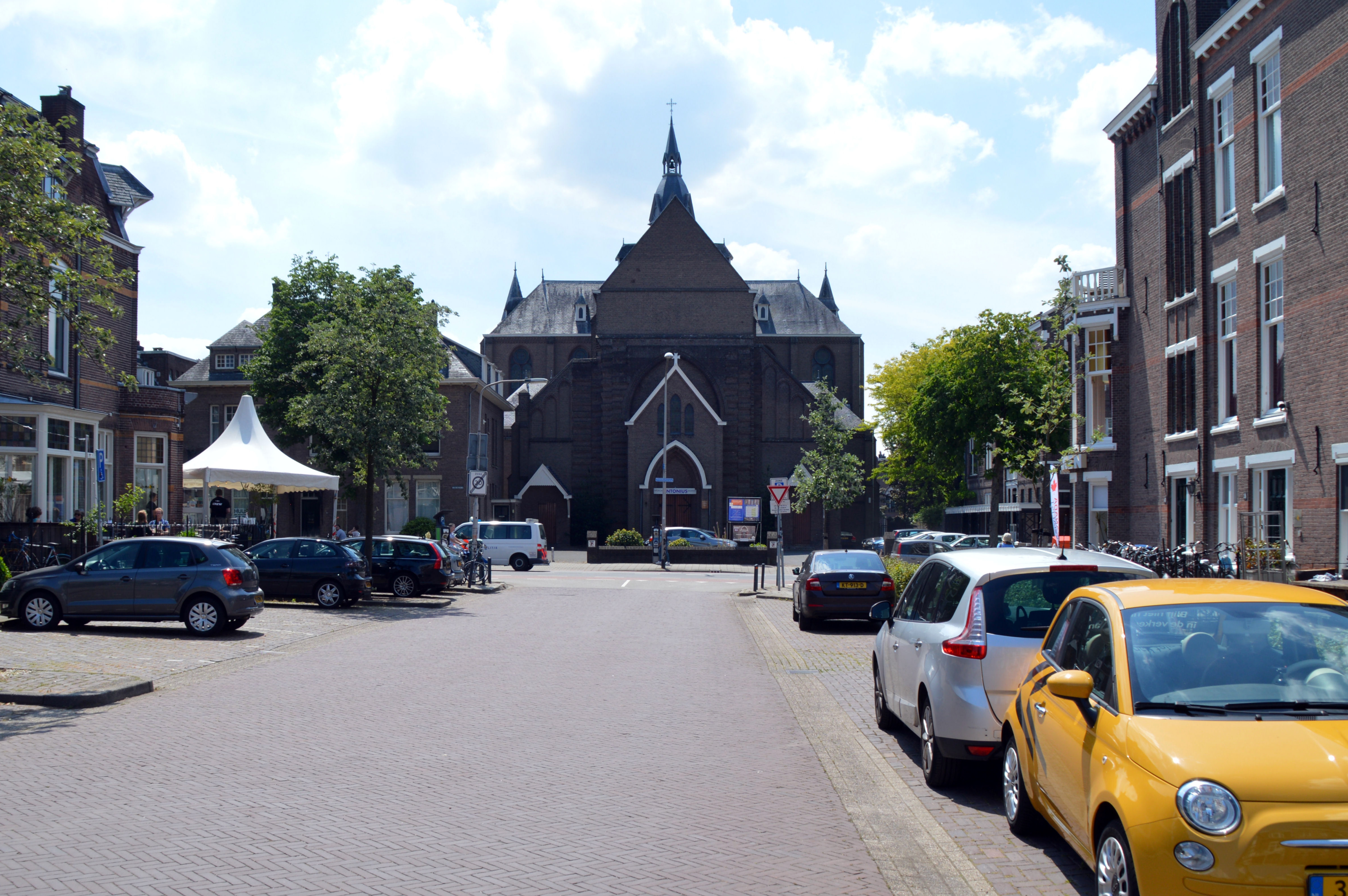
Antonius van Paduakerk Bouwjaar 1917
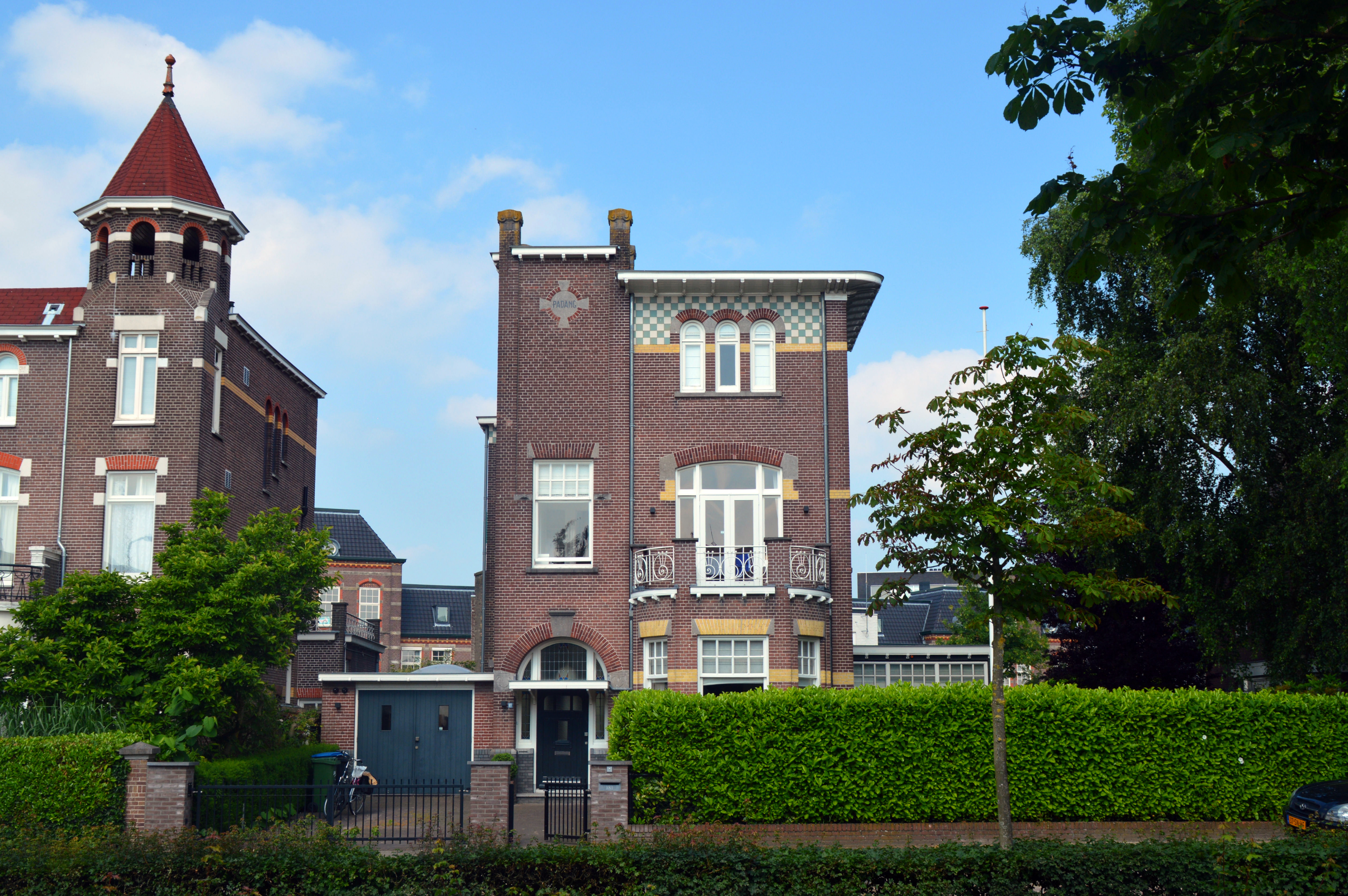
Villa Padang, Groesbeekseweg 181 c. 1910
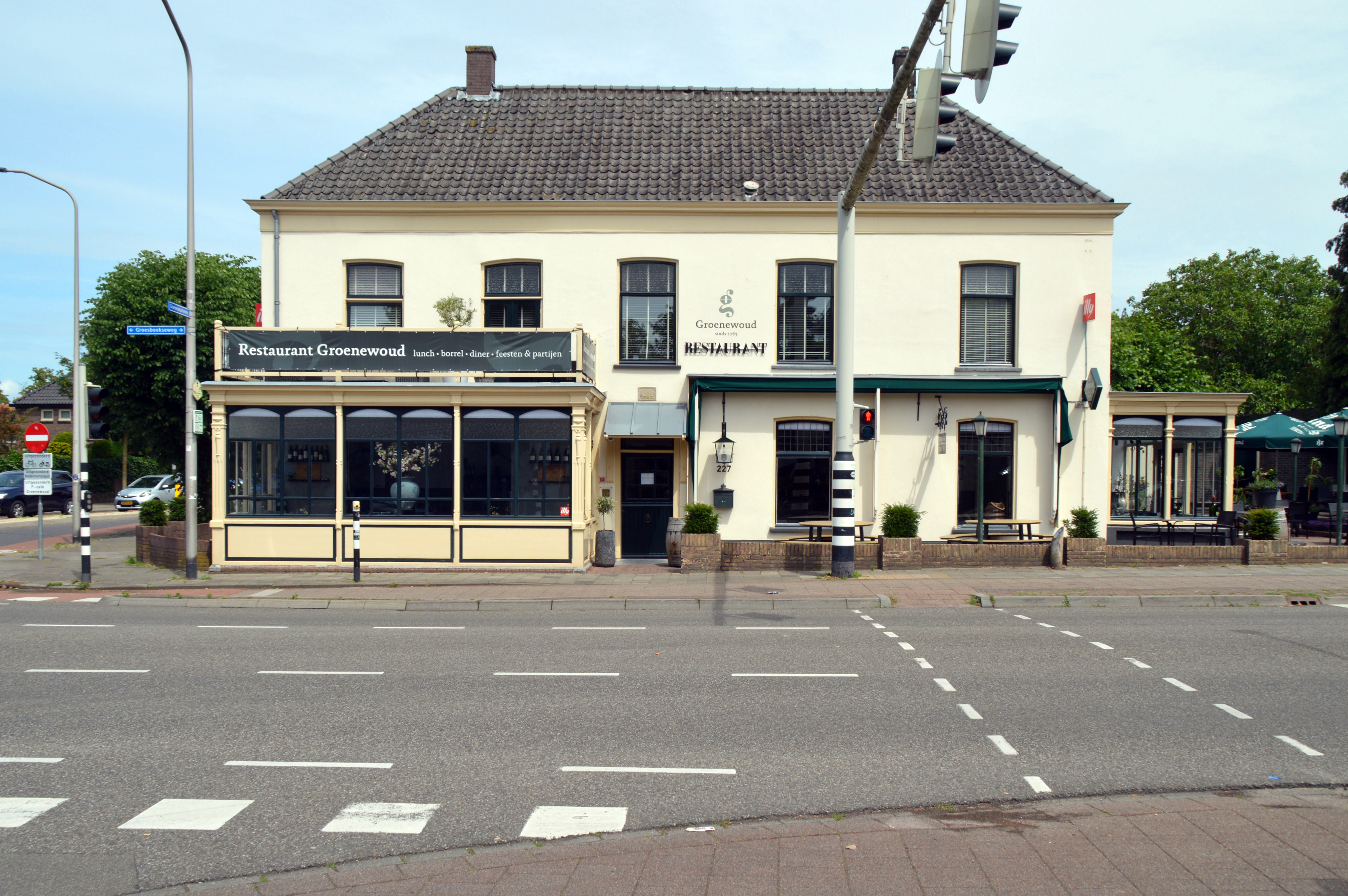
Café restaurant Groenewoud Groesbeekseweg 227 uit 1893
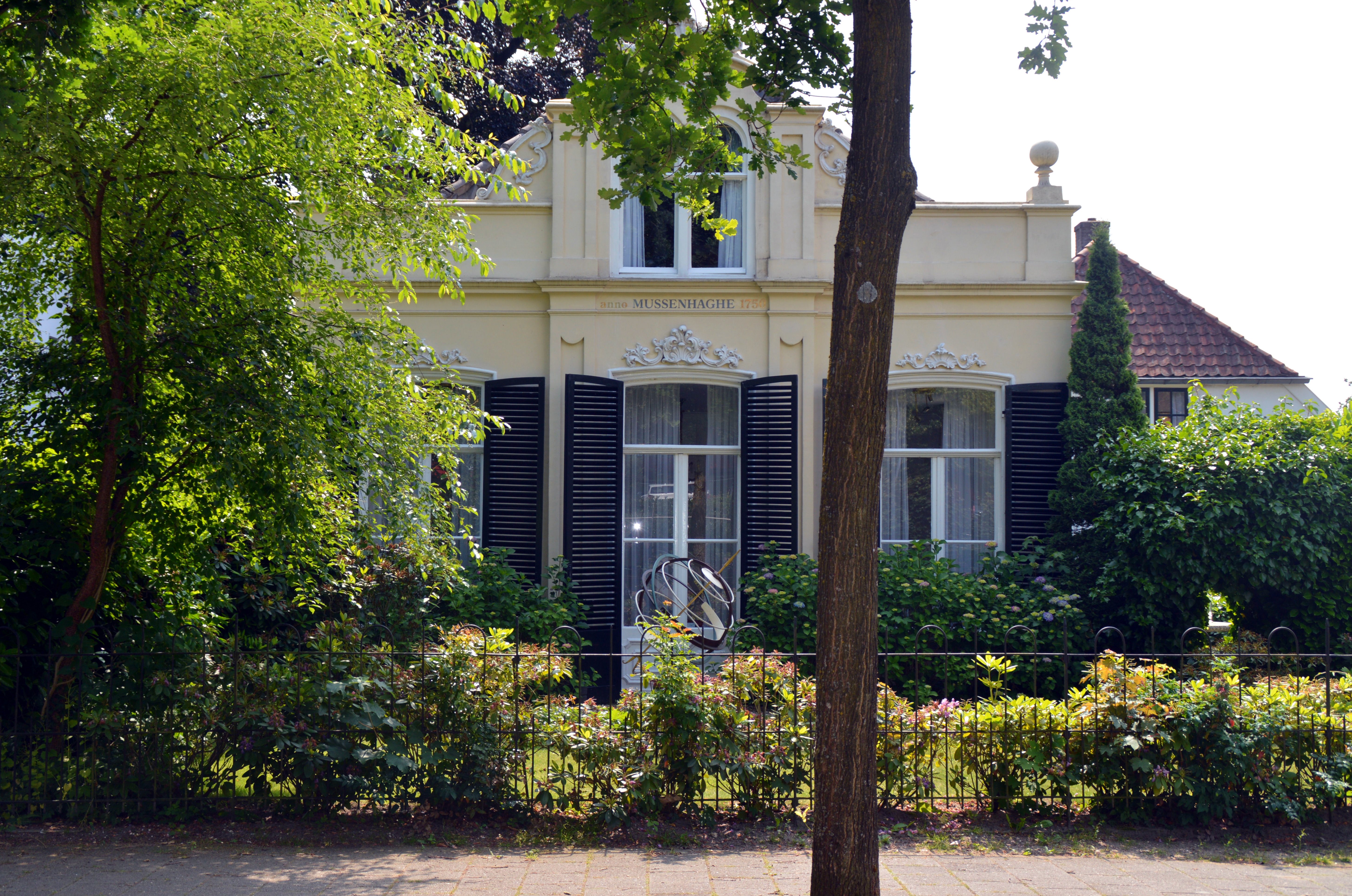
Villa Mussenhaghe Groesbeekseweg 404 uit 1750
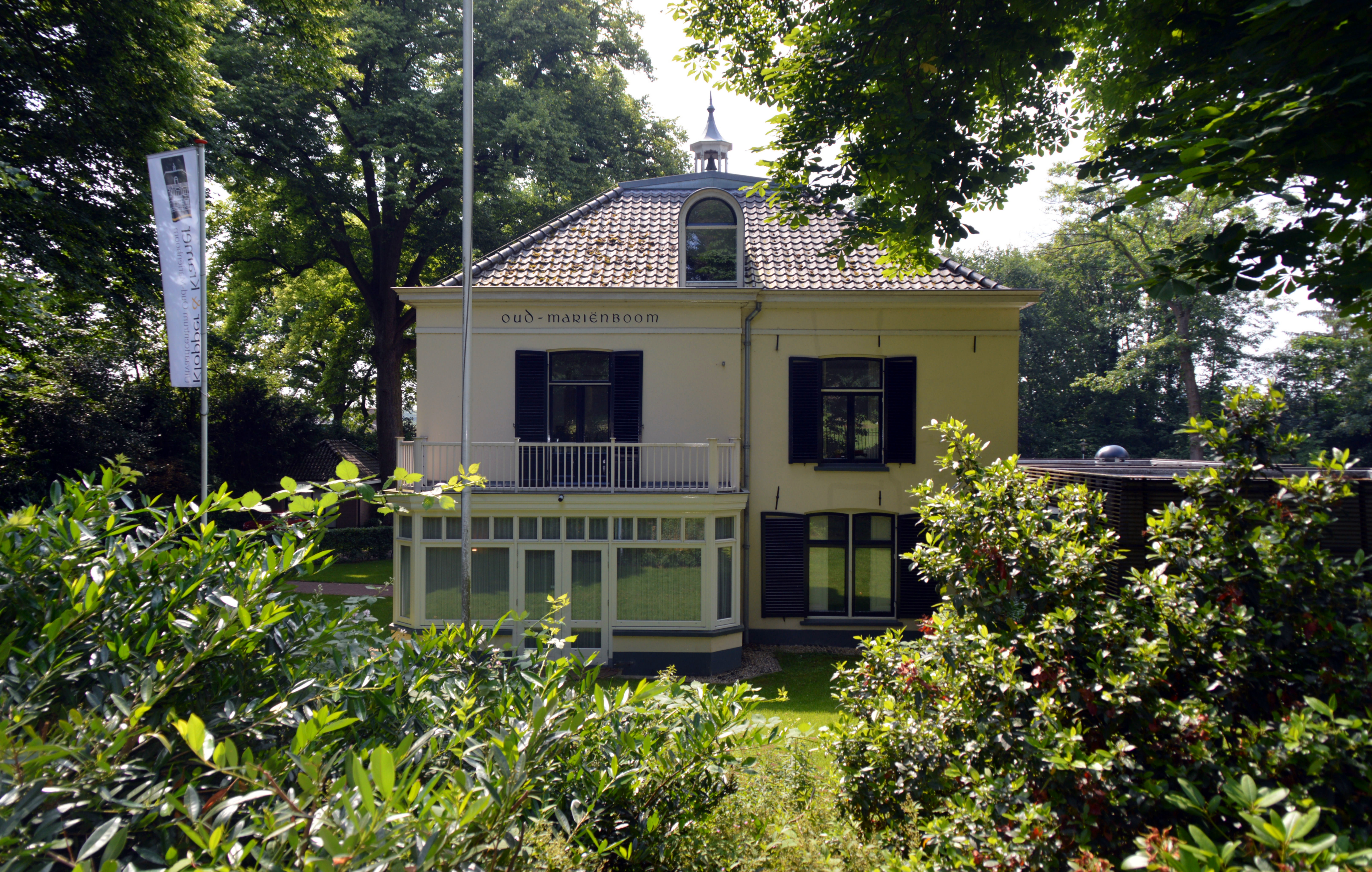
Villa Oud-Marienboom Groesbeekseweg 424 uit 1822
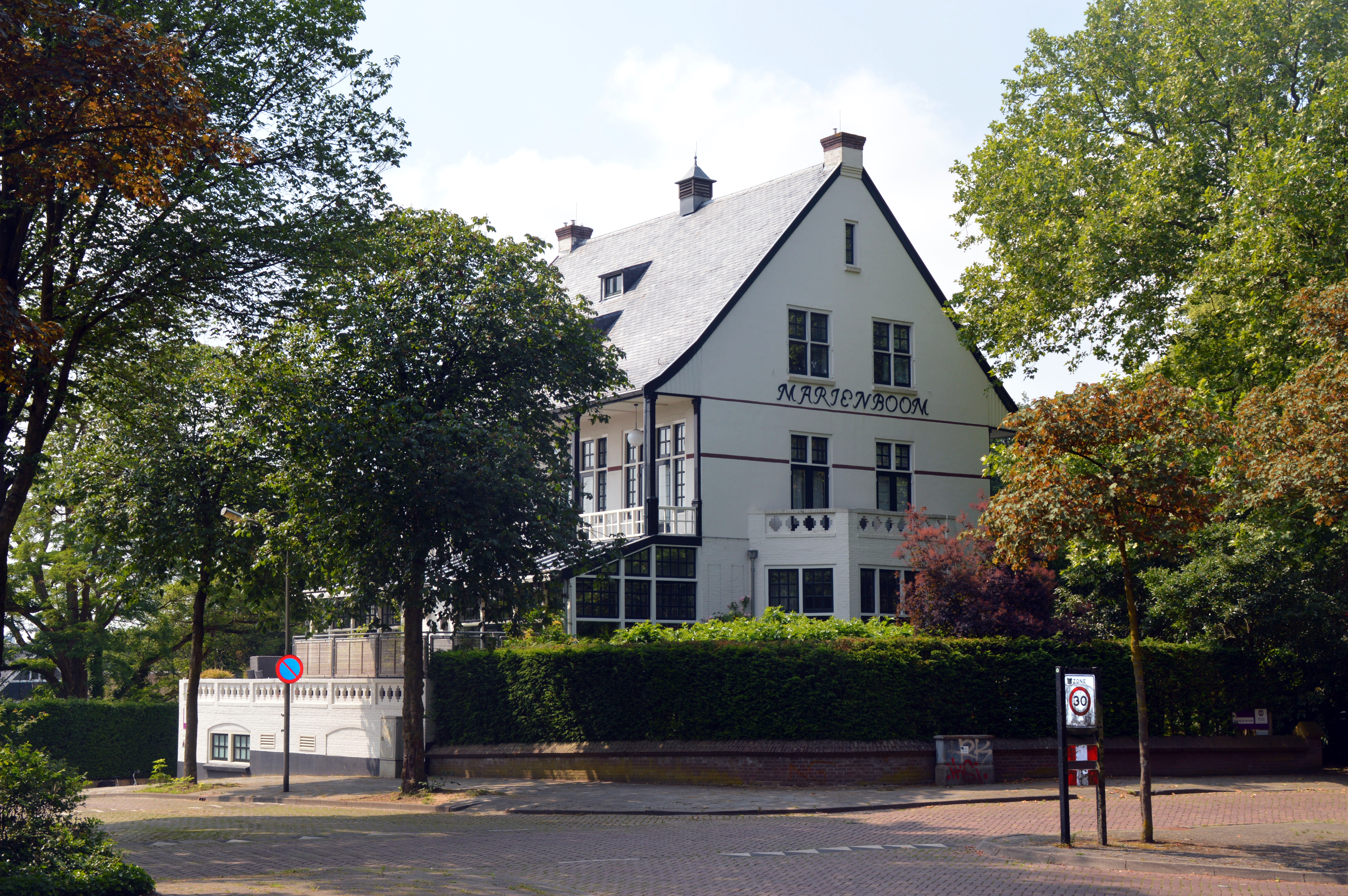
Villa Mariënboom Groesbeekseweg 428 uit 1910
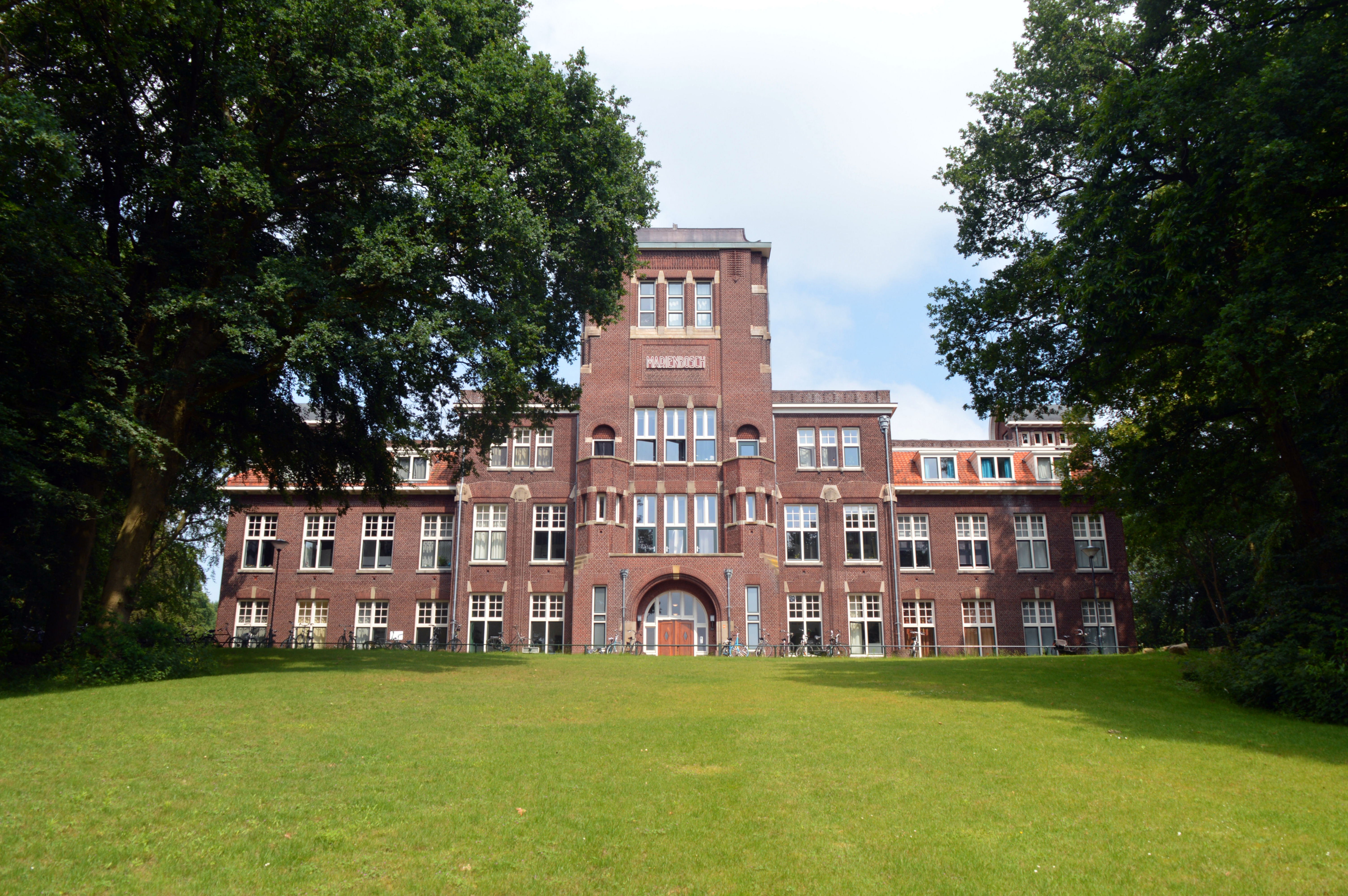
Het voormalige klooster Mariënbosch uit 1924

N23 · N34 · N224 · N225 · N229 · N233 · N271 · N301 · N302 · N303 · N304 · N305 · N306 · N307 · N308 · N309 · N310 · N311 · N312 · N313 · N314 · N315 · N316 · N317 · N318 · N319 · N320 · N322 · N323 · N324 · N325/A325 · N326/A326 · N327 · N329 · N330 · N331 · N332 · N333 · N334 · N335 · N336 · N337 · N338 · N339 · N340 · N341 · N342 · N343 · N344 · N345 · N346 · N347 · N348/A348 · N349 · N350 · N351 · N352 · N375 · N377

N418 · N701 · N702 · N703 · N704 · N705 · N706 · N707 · N708 · N709 · N710 · N711 · N712 · N713 · N714 · N715 · N716 · N717 · N718 · N719 · N720 · N727 · N731 · N732 · N733 · N734 · N735 · N736 · N737 · N738 · N739 · N740 · N741 · N742 · N743 · N744 · N745 · N746 · N747 · N748 · N749 · N750 · N751 · N752 · N753 · N754 · N755 · N756 · N757 · N758 · N759 · N760 · N761 · N762 · N763 · N764 · N765 · N766 · N768 · N781 · N782 · N783 · N784 · N785 · N786 · N787 · N788 · N789 · N790 · N791 · N792 · N793 · N794 · N795 · N796 · N797 · N798 · N800 · N801 · N802 · N803 · N804 · N805 · N806 · N810 · N811 · N812 · N813 · N814 · N815 · N816 · N817 · N818 · N819 · N820 · N821 · N822 · N823 · N824 · N825 · N826 · N827 · N830 · N831 · N832 · N833 · N834 · N835 · N836 · N837 · N838 · N839 · N840 · N841 · N842 · N843 · N844 · N845 · N846 · N847 · N848 · N852 · N855

Cursief vermelde wegen zijn voormalige provinciale wegen.